# Monosteira unicostata
Monosteira unicostata Mulsant & Rey, 1852, detta comunemente "cimicetta del mandorlo", è un insetto eterottero della famiglia Tingidae.
È un comune parassita di molte colture agricole. Le dimensioni variano tra i 2 e i 2,5 mm nell'età adulta.

## Danni
La principale coltura colpita è il mandorlo prevalentemente nel periodo estivo. Questi insetti eseguono molte punture sulle foglie per estrarre la linfa, indebolendo la pianta che, nei casi più gravi, perde le foglie o comunque riesce a fare la fotosintesi con molta più fatica. Visivamente le foglie attaccate risultano biancastre.
Possibili vittime possono essere pioppi, ciliegi, peschi, susini e peri.

## Controllo
Alcune specie delle famiglie Anthocoridae, Cecidomyidae e Coccinellidae sono predatori naturali di questi parassiti. Non sempre però sono sufficienti a contrastare i danni alle colture, per questo spesso si ricorre all'uso di prodotti chimici.